# Laz (Czarnogóra)
Laz (cyr. Лаз) – wieś w Czarnogórze, w gminie Nikšić. W 2011 roku liczyła 134 mieszkańców.